# Гуреев, Иван Николаевич
Ива́н Никола́евич Гуре́ев (1906 — 1977) — начальник 2-го учебного полигона Министерства обороны СССР (Семипалатинский ядерный полигон), генерал-майор.
Внёс огромный вклад в развитие советского атомного щита. Генерал-лейтенант инженерно-технической службы (1962).

## Биография
Родился 19 августа 1906 года в селе Большие Белыничи Зарайского уезда Рязанской губернии. Русский.
В сентябре 1924 года в Томске был призван в Красную Армию. Член ВКП(б)/КПСС с 1927 года. В 1928 году окончил Красноярскую артиллерийскую школу и с сентября стал командиром взвода, затем помощником командира батареи артиллерийской бригады. В июле 1930 года поступил в Военно-техническую академию РККА имени Ф. Э. Дзержинского. В 1932 году окончил два курса этой академии, и был переведён в Военную электротехническую академию РККА имени С. М. Будённого, которую окончил в 1934 году. С мая 1934 года — инженер военной энергетики, а с сентября 1939 года — младший преподаватель Военной электротехнической академии РККА имени С. М. Будённого.
В период советско-финской войны 1939—1940 годов находился в действующей армии, принимал участие в боевых действиях.
На фронтах Великой Отечественной войны — военинженер 1-го ранга И. Н. Гуреев — с августа 1941 года. Воевал в должностях заместителя начальника управления специальных работ инженерных войск Западного фронта, с 1942 года — начальник технического отдела и заместитель командира, с 1943 года — командир 33-й отдельной инженерно-саперной бригады специального назначения на Западном и 2-м Белорусском фронтах.
В период Смоленской наступательной операции (август-сентябрь 1943 года) возглавлял подвижную группу своей бригады, обеспечил строительство в кратчайшие сроки моста через Днепр. Кроме того, в этой операции бригада построила 47 других мостов и путепроводов, 105 километров гатей и жердевых дорог, обеспечив передвижение войск по готовым путям сообщений. В июне 1944 года в составе 49-й армии бригада полковника Гуреева отличилась в Могилёвской наступательной операции и при штурме Могилёва.
В июле 1944 года был отозван с фронта и назначен начальником 4-го отдела Управления заказов инженерного вооружения Главного военно-инженерного управления Красной Армии. В апреле 1946 года назначен первым начальником только что созданного специального (ядерного) отдела инженерного комитета Сухопутных войск СССР. С декабря 1950 года — помощник начальника Инженерного комитета Советской армии по специальным средствам. С апреля 1951 года — начальник электромеханического факультета Военной инженерной академии имени В. В. Куйбышева. С 19 января 1952 года — заместитель начальника 2-го учебного полигона Министерства обороны СССР (Семипалатинский испытательный полигон) по опытно-научной части. Активнейший участник испытаний советского ядерного оружия, в том числе первой советской водородной бомбы в 1953 году. С 11 февраля 1957 года — начальник 2-го учебного полигона Министерства обороны СССР. Кроме того, Постановлением Совета Министров СССР от 19 апреля 1957 года генерал-майор И. Н. Гуреев был назначен заместителем руководителя испытаний по организационным вопросам и ответственным за подготовку полигона к испытаниям баллистической ракеты малой дальности Р-11М с ядерным боевым зарядом «РДС-4» мощностью 10 килотонн (главный конструктор ракеты и технический руководитель испытаний С. П. Королёв).
С июня 1965 года Гуреев — заместитель начальника Гражданской обороны СССР — начальник Научно-технического комитета Гражданской обороны СССР. В сентябре 1971 года генерал-лейтенант Гуреев И. Н. был уволен в запас.
Жил в городе Москве. Работал главным специалистом Всесоюзного научно-исследовательского и проектного института «Центрогипрошахт» Министерства угольной промышленности СССР, продолжал заниматься общественной и научной работой.
Умер 19 апреля 1977 года. Похоронен на Кунцевском кладбище Москвы.

## Награды
- За проявленный трудовой героизм при выполнении специального задания Правительства указом Президиума Верховного Совета СССР в 1962 году генерал-майору Гурееву Ивану Николаевичу присвоено звание Героя Социалистического Труда с вручением ордена Ленина и золотой медали «Серп и Молот».
- Награждён двумя орденами Ленина (1950, 1962), четырьмя орденами Красного Знамени (1944, 04.01.1954, 05.11.1954, 1967 г.), орденом Отечественной войны 2-й степени (5.11.1943), двумя орденами Красной Звезды (30.03.1943, 1956) и медалями.